# می‌بری آر. اف. دی
می‌بری آر.اف. دی (به انگلیسی: Mayberry,_R.F.D.) عنوان سریالی آمریکایی در سال ۱۹۶۸ تا ۱۹۷۱ میلادی می‌باشد.